# Munich Aerospace
Munich Aerospace – Bayerisches Forschungsnetzwerk ist ein Verein, der Forschung im Bereich Luft- und Raumfahrttechnik im Großraum München koordiniert sowie Aus- und Weiterbildung anbietet. Der Verein wurde 2010 von der Technischen Universität München (TUM), der Universität der Bundeswehr München (UniBw), dem Deutschen Zentrum für Luft- und Raumfahrt (DLR) und dem Bauhaus Luftfahrt (BHL) gegründet und wird vom Bayerischen Staatsministerium für Wirtschaft und Medien, Energie und Technologie (StMWi) gefördert.

## Profil und Ziele
Munich Aerospace ist in den Bereichen Forschung, Lehre und Graduiertenausbildung tätig und vergibt Promotionsstipendien. Munich Aerospace wurde mit dem Ziel gegründet, Wissenschaftlern der Luft- und Raumfahrt einen engeren Austausch zu ermöglichen und die Ressourcen der dazugehörigen Institutionen im Raum München gemeinschaftlich zu nutzen. Mit den vier Partnerinstitutionen (TUM, UniBw, DLR, BHL) arbeiten in Deutschland erstmals eine Landesuniversität, eine Bundesuniversität und zwei außeruniversitäre Forschungseinrichtungen in einem gemeinnützigen Verein zusammen. Seit 2016 baut der Verein das internationale E-Learning- und Netzwerk-Programm Global Aerospace Campus (siehe unten) auf mit der Absicht, Kooperationen mit Universitäten anderer Ländern zu intensivieren.

## Organisation
Dem Vorstand, der für alle Angelegenheiten der Geschäftsführung zuständig ist, ist eine Mitgliederversammlung übergeordnet. Daneben stützt sich Munich Aerospace auf einen wissenschaftlichen Beirat sowie ein Kuratorium. Der Beirat setzt sich aus Experten der Luft- und Raumfahrt zusammen und berät bei der langfristigen Forschungs- und Entwicklungsplanung. Das Kuratorium, das ebenfalls beratende Funktion hat, ist neben Wissenschaftlern mit Vertretern aus Wirtschaft und öffentlicher Verwaltung besetzt.

## Forschung
Der Verein koordiniert Forschungsgruppen, in denen Wissenschaftler aus mindestens zwei der vier Partner-Einrichtungen (TUM, UniBw, DLR, BHL) zusammenarbeiten. Die Forschungsgruppen werden zu gemeinsam definierten Leitthemen aus der Luft- und Raumfahrt (siehe unten) gebildet und von Professoren oder Nachwuchswissenschaftlern der Partner geleitet. Alle Leitthemen müssen einen Bezug zur Digitalisierung aufweisen. Bis heute wurden 17 Forschungsgruppen etabliert, von denen neun ihre Projekte abgeschlossen haben. Das Forschungsnetzwerk besteht zurzeit (Juli 2019) aus 90 Wissenschaftlern, die an 20 Instituten im Münchner Raum angesiedelt sind. Aus den Forschungsgruppen gehen neben praktischen Anwendungen wissenschaftliche Publikationen hervor.
Leitthemen
Aktuelle Leitthemen von Munich Aerospace sind:
- Autonomes Fliegen
- Cybersicherheit und öffentliche Sicherheit
- Erdbeobachtung (Geodäsie)
- Green Aerospace
- Kommunikation und Navigation in der Luft- und Raumfahrt
- Luftverkehrsmanagement
- Sicherheit im Orbit
- Urban Air Mobility

## Graduiertenausbildung und Lehre

### Stipendienprogramm
Hochschulabsolventen, die ihr Studium in einem passenden Fachgebiet abgeschlossen haben, können sich bei Munich Aerospace um ein Promotionsstipendium bewerben, um eine Doktorarbeit an der Technischen Universität München oder der Universität der Bundeswehr München zu schreiben. Die Stipendiaten sind in der Regel Mitglieder der Forschungsgruppen (siehe oben).

### Graduiertenschule
Mit der Graduiertenschule von Munich Aerospace existiert seit 2013 ein strukturiertes Begleitprogramm für Doktoranden. Bei einer jährlichen Summer School stellen Wissenschaftler, die zu einer der vier Partnerinstitutionen (TUM, UniBw, BHL und DLR) des Vereins gehören, externe Referenten sowie die Teilnehmer der Graduiertenschule ihre Forschung im Rahmen einer Konferenz vor. Ziel ist der interdisziplinäre Austausch über das jeweils eigene Thema hinaus.

### Lehrkooperation
Im Rahmen einer Lehrkooperation haben Masterstudenten der Luft- und Raumfahrt an der Technischen Universität München und der Universität der Bundeswehr München die Möglichkeit, Lehrveranstaltungen der jeweils anderen Universität zu besuchen und diese an ihren Heimatuniversitäten anerkennen zu lassen.

## Global Aerospace Campus
Munich Aerospace kooperiert seit 2016 über das Netzwerkprogramm Global Aerospace Campus mit Luft- und Raumfahrtsinstitutionen aus den Partnerregionen Québec, Bundesstaat São Paulo, Westkap (Südafrika), Georgia (USA), Shandong (China) und Oberösterreich. In diesem Rahmen finden jährlich Konferenzen unter dem Titel Global Aerospace Summit an wechselnden Orten statt. Daneben bietet der Global Aerospace Campus seit 2019 ein englischsprachiges E-Learning-Konzept an, das sich an internationale Studierende richtet: Interessierte können über Vorlesungsaufzeichnungen und Massive Open Online Courses an Lehrangeboten teilnehmen.

## Ludwig Bölkow Campus
Seit 2012 existiert der Ludwig Bölkow Campus in Taufkirchen bei München, benannt nach dem gleichnamigen Ingenieur (1912–2003), als Standort für Forschung, Wirtschaft und Wissenschaft. Der Verein Munich Aerospace ist auf dem Campus als Vertreter der Wissenschaften neben anderen öffentlichen Einrichtungen und Unternehmen der Luft- und Raumfahrt angesiedelt, unter anderem sind dort Airbus, Siemens und IABG sowie verschiedene Start-ups und Forschungsprojekte vertreten. Der Ludwig Bölkow Campus ist außerdem Standort des Studiengangs „Aeronautical Engineering“ der Universität der Bundeswehr München sowie seit 2019 der Fakultät für Luftfahrt, Raumfahrt und Geodäsie der Technischen Universität München.